# Silvia Schenker

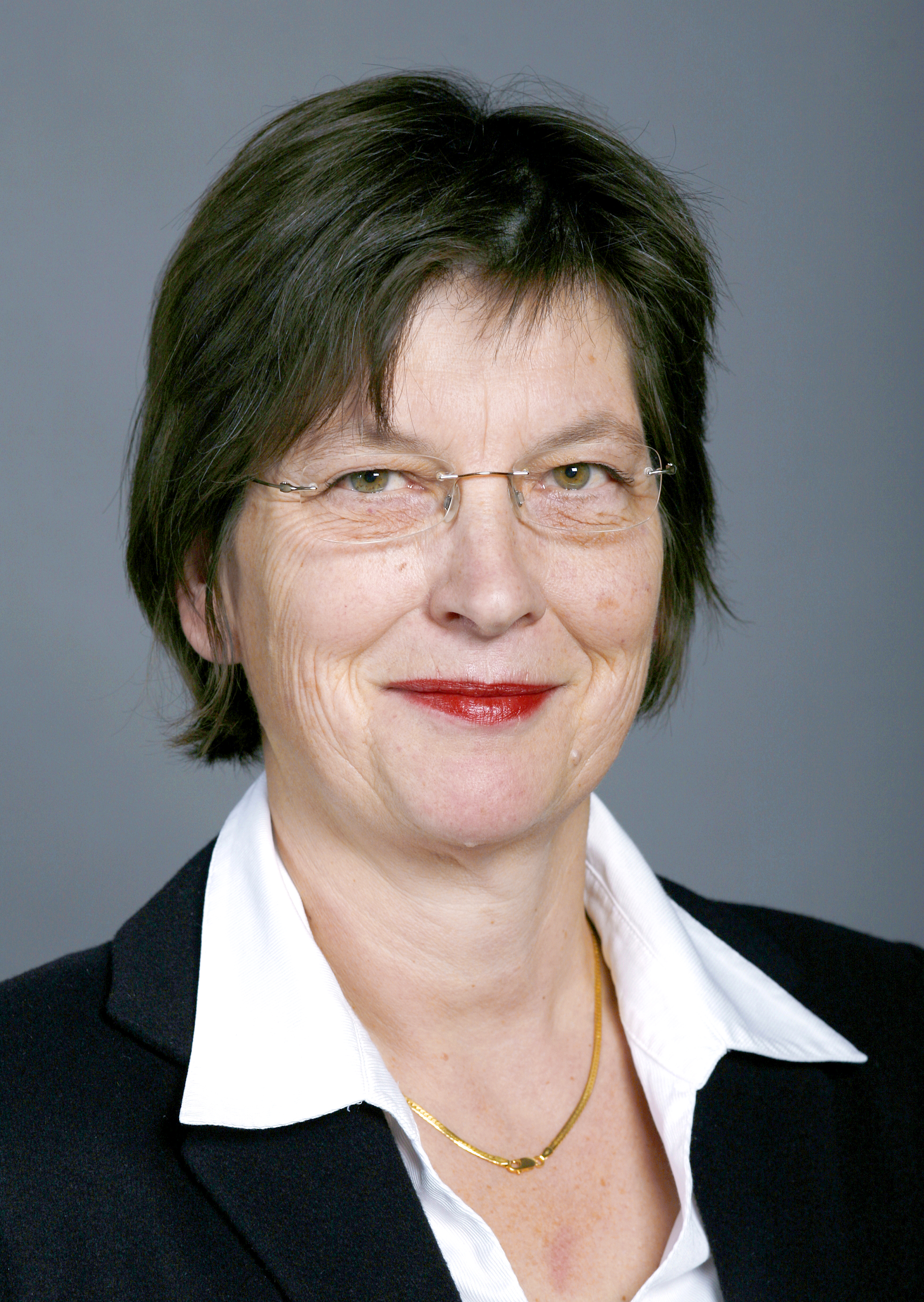
Silvia Schenker

Silvia Schenker (* 17. Januar 1954 in Aarau; heimatberechtigt in Aarburg und Heimiswil) ist eine Schweizer Politikerin (SP).

## Leben
Schenker besuchte die Schulen in Grenchen, Arlesheim und Aesch und absolvierte von 1970 bis 1972 eine kaufmännische Lehre beim Schweizerischen Bankverein. Von 1977 bis 1979 arbeitete sie als kaufmännische Angestellte bei Ciba-Geigy. Nach einer auf dem zweiten Bildungsweg abgeschlossenen eidgenössischen Matura studierte sie von 1982 bis 1985 ein paar Semester Wirtschaftswissenschaft und Geschichtswissenschaft an der Universität Basel. Von 1989 bis 1993 machte sie eine Ausbildung als Sozialarbeiterin an der Höheren Fachschule für Soziale Arbeit, die sie mit dem Diplom abschloss. Danach arbeitete sie zunächst als Sozialarbeiterin am Felix Platter-Spital in Basel, dann von 1995 bis 2011 bei den Universitären Psychiatrischen Kliniken Basel. Seit Mai 2011 arbeitet sie als Sozialarbeiterin bei der Vormundschaftsbehörde Basel-Stadt.
Schenker ist geschieden, hat drei Kinder und wohnt in Basel.

## Politik
Von März 1995 bis Januar 2004 gehörte Schenker dem Grossen Rat des Kantons Basel-Stadt an. Von 1997 bis 2001 war sie Präsidentin des VPOD Basel. Von 2001 bis 2004 leitete sie die SP-Fraktion im Grossen Rat. Von 2003 bis 2019 war sie Nationalrätin. Sie gehörte der Kommission für soziale Sicherheit und Gesundheit (SGK) und der Staatspolitischen Kommission (SPK) an.
Von September 2006 bis Oktober 2008 war sie Vizepräsidentin der SP Schweiz. Seit November 2006 ist sie Präsidentin der Schweizerischen Gesundheitsligen-Konferenz (Geliko).
Kernthemen ihrer politischen Arbeit sind Sozialpolitik, Familienpolitik, Gesundheitspolitik und Umweltpolitik.